# Gabriele Reuter
Gabriele Reuter (Alexandria, 1859 — Weimar, 1941) va ser una escriptora alemanya.
Va escriure novel·la, teatre i assaig amb un estil de tipus naturalista. La seva temàtica destaca per un feminisme primerenc, que propugnava la millora de les condicions socials de les dones. Va escriure Aus guter Familie (‘De bona família’, 1895) i Frühlingstaumel (‘Deliri de primavera’, 1911).